# Bente Oxenheim
Bente Oxenheim, född 19 februari 1952 i Kalundborg, Danmark, är en dansk-svensk målare och keramiker.
Oxenheim studerade porslinsmålning på Den Kongelige Porcelænsfabrik i Köpenhamn. Hon flyttade till Sverige 1974 och blev svensk medborgare 1981. Separat har hon ställt ut i bland annat Växjö, Tingsryd och Stockholm. Hennes konst består av stilleben, interiörer, stadsbilder, landskap och ett figurativt måleri. 